# Lake Marina
Der Lake Marina ist ein See im Grey District der Region West Coast auf der Südinsel von Neuseeland.

## Geographie
Der Lake Marina befindet sich auf einer Höhe von 555 m, flankiert von der bis zu 1261 m hohen Johnson Ridge im Osten und der bis zu 1350 m hohen Webb Ridge im Westen. Der See, der mit dem Lake Phyllis rund 460 m nördlich einen Nachbarsee besitzt, erstreckt sich mit seiner Flächenausdehnung von 12,7 Hektar über eine Länge von rund 615 m in Nord-Süd-Richtung. Seine breiteste Stelle misst rund 295 m in Ost-West-Richtung und die Uferlinie bemisst sich auf rund 1,5 km.
Gespeist wird der See von einigen wenigen Gebirgsbächen und dem vom Norden kommenden Hemphill River, der den See an seinem südlichen Ende auch wieder verlässt.